# Ісраель Бахарав
Ісраель Бахарав (івр. ישראל בהרב, англ. Israel Baharav) — ізраїльський військовий діяч, бригадний генерал Армії оборони Ізраїлю, льотчик-ас ВПС Ізраїлю, збив 12 (за іншими даними — 11) літаків супротивника, підприємець.
Командував авіаційним підрозділом під час війни Судного дня. Брав участь у повітряному бою ізраїльських ВПС проти підрозділів СРСР, розміщених в Єгипті, що відбувся 30 липня 1970 року в ході Війни на виснаження, в результаті якого п'ять радянських винищувачів МіГ-21 були збиті ізраїльськими винищувачами F-4 Phantom і Mirage III. Після бою радянське військове командування заборонило радянським пілотам вступати у бій з ізраїльськими винищувачами.
Після війни служив на посаді командувача ВПС, був військовим аташе і представником Міністерства оборони у Швейцарії та Австрії.
По завершенні служби був головою і співзасновником компанії з кібербезпеки.
Один з 105 відставних ізраїльських генералів і служб безпеки, які 3 листопада 2014 року направили лист прем'єр-міністру Біньяміну Нетаньягу, закликаючи його співпрацювати як з арабським світом, так і з палестинцями.